# Бандурбенд
BAndurbaND (укр. Бандурбенд) — український музичний гурт, заснований в 2005 році у місті Харків. Гурт грає у стилі роко-хопо-фанко-фолк, з елементами рок-н-ролу, рейву, регі та етніки українською мовою.

## Історія
Історія почалась з 2005 року, завдяки Павлу Савєльєву та Юрію Чоботарьову. У Юрка та Павла виникла ідея створення гурту, який би виконував українські народні пісні у власній обробці. До гурту приєднались музиканти із харківської консерваторії і вже у грудні 2005 року виступили на зйомці новорічної ТВ-програми для місцевого «7-го» каналу із піснею «Три козаки».
Концертна діяльність почалась із виступу у харківському клубі «Churchill's music pub».
2005—2007 рр.
Активно виступали у харківських клубах. В цей період у гурті відбулися зміни у складі: замість Олени Савицької на бандурі заграла Ярослава Дзеревяго, до колективу також приєднався DJ Дмитро Сисоєв.
2007 р.
Гурт виступив на своєму першому фестивалі «Країна мрій» (м. Київ). Цього ж року Юрко переїхав до Львова, але це не завадило йому виступити разом із гуртом на «Мазепа-Фесті» (м. Полтава) та записати пісню «Місяць на небі», і зняти на неї кліп (режисер Володимир Шапошников).
2009 р.
У складі відбулися чергові зміни: гурт залишив Дмитро Сисоєв та Іван Сентищев. До гурту приєднався новий баяніст — Олександр Мовчан. На місце вокаліста Юрка прийшов Андрій Вакуленко. Таким складом колектив виступив на фестивалі «Печенізьке поле» (м. Харків).
2010 р.
BAndurbaND вперше виходить на сольну програму. З цього ж року починається активна фестивальна діяльність: «Шевченко-Фест» (м. Львів), «Трипільські зорі» (м. Черкаси.), «Підкамінь» (Львівська обл.) та «Захід» (м. Львів). Гурт розділив одну сцену із Юркеш, Йорий Клоц, Мертвий Півень та іншими.
В 2011 р. повністю оновлюється музичний склад гурту: на бандурі грає Надія Мельник, на баяні — Євгенія Кривеженко, на ударних — Анатолій Змієнко, на бас-гітарі — Сергій Тарасов, якого досить швидко заступив Євген Демещенко. В такому вигляді bandurband продовжує виступати на фестивалях «Трипільські зорі» (2011 р., 2012 р.), «Підкамінь» (2011 р., 2012 р.), «Обнова–фест» (м. Чернівці, 2012 р.), «Захід» (2012 р.), проходять у фінал конкурсів «Nero music» (м. Київ, 2011 р.) та «Червона Рута 2013». Восени 2012 р. гурт наважується на важливий крок та розпочинає запис дебютного альбому на студії звукозапису M.A.R.T.
В 2013 р. в гурті знову відбуваються достатньо радикальні зміни — за деяких життєвих обставин гурт лишають Андрій Вакуленко та Анатолій Змієнко, а натомість приходять Юрко Чеботарьов та Ярослав Аносов.

## Учасники гурту
- Павло Савєльєв — спів, гітара
- Юрій Чеботарьов — спів
- Євгенія Кривеженко — баян, спів
- Надія Мельник — бандура, сопілка, бек-вокал
- Михайло Єсичко — ударні
- Сергій Баранцев — бас-гітара

## Платівки
- «Bandurband» (2014)[1][2]

## Відеокліпи
- «Місяць на небі», 2009
- «Ти ж мене підманула…», 2012  [Архівовано 4 квітня 2016 у Wayback Machine.]
- «Молдовєнєск», 2012  [Архівовано 30 березня 2016 у Wayback Machine.]
- «Лебеді материнства», 2015  [Архівовано 29 березня 2016 у Wayback Machine.]